# Santa Lucia del Mela
Santa Lucia del Mela er en italiensk by (og kommune) i regionen Sicilien i Italien, med omkring 4.379(2023) indbyggere.  